# Diplycosia pittosporifolia
Diplycosia pittosporifolia är en ljungväxtart som beskrevs av J. J. Smith. Diplycosia pittosporifolia ingår i släktet Diplycosia och familjen ljungväxter. Utöver nominatformen finns också underarten D. p. punctiloba.